# 빗이끼벌레과
빗이끼벌레과(Pectinatellidae)는 피후강에 속하는 태형동물과의 하나이다. 목 분류군은 아직 불확실하다. 큰빗이끼벌레 등을 포함하고 있다.

## 하위 종
- 아프린델라속 (Afrindella) Wiebach, 1964
  - A. philippensis (Kraepelin, 1914)
  - A. tanganyikae (Rousselet, 1907)
- 빗이끼벌레속 (Pectinatella) Leidy, 1852
  - 큰빗이끼벌레 (Pectinatella magnifica)